# Phyllostomus
Phyllostomus is een geslacht van zoogdieren uit de familie van de bladneusvleermuizen van de Nieuwe Wereld (Phyllostomidae). De wetenschappelijke naam van het geslacht werd in 1799 gepubliceerd door Bernard Germain de Lacépède.

## Soorten
Er worden 4 soorten in dit geslacht geplaatst:
- Phyllostomus discolor J. A. Wagner, 1843 – Bonte lansneusvleermuis
- Phyllostomus elongatus É. Geoffroy Saint-Hilaire, 1810
- Phyllostomus hastatus (Pallas, 1767) – Grote lansneusvleermuis
- Phyllostomus latifolius O. Thomas, 1901